# Trinil
Trinil je ime paleoantropološkega najdišča, ki se nahaja na bregu reke Bengawan Solo na vzhodnem delu indonezijskega otoka Java. Na tem najdišču je leta 1891 nizozemski anatom Eugène Dubois odkril prve fosilne ostanke Homo erectusa, kasneje poimenovnega javanski človek. V bližini tega najdišča so kasneje našli tudi ostanke izumrle podvrste tigra, ki so ga poimenovali trinilski tiger.